# Gîte de Marla
Pour les articles homonymes, voir Marla.
Le gîte de Marla est un refuge de montagne de l'île de La Réunion, département et région d'outre-mer français dans le sud-ouest de l'océan Indien. Situé à 1 625 mètres d'altitude au sein de l'îlet de Marla, dans le cirque naturel de Mafate, il relève du territoire de la commune de Saint-Paul et du parc national de La Réunion. D'une capacité de 20 lits, il est desservi par le GR R1, GR R2 et le GR R3, des sentiers de grande randonnée.